# صدام بن عزيزة
صدام بين عزيزة هو لاعب كرة قدم تونسي في مركز الدفاع، ولد في 8 فبراير 1991 في أكودة في تونس.

## وصلات خارجية
- صدام بن عزيزة على موقع قاعدة بيانات كرة القدم.إي يو (الإنجليزية)
- صدام بن عزيزة على موقع ناشيونال فوتبول تيمز (الإنجليزية)
- صدام بن عزيزة على موقع Soccerway.com (الإنجليزية)